# Министерство науки, технологии и высшего образования Португалии
Министерство науки, технологии и высшего образования Португалии отвечает за науку, технологический прогресс и высшее образование в стране. Последняя прерогатива не входит в круг обязанностей Министерства образования Португалии.

## История
- 1995 Министерство науки и технологий
- 2002 Министерство науки и высшего образования
- 2004 Министерство науки, инноваций и высшего образования
- 2005 Министерство науки, технологии и высшего образования

## Организационная структура
- Министр науки, технологии и высшего образования
  - Консультативные органы и комитеты:
    - Координационный совет по науке и технике
    - Координационный совет по высшему образованию

  - Поддержка управления:
    - Управление по планированию
    - Генеральная инспекция по науке и высшим школам
    - финансист-контролер

  - Поддержка управления ресурсами:
    - Генеральный секретариат

  - Оперативные услуги:
    - Генеральный директорат по высшему образованию
    - Фонд науки и техники
    - Агентство общества знаний
    - Научно-культурный центр
    - Института тропических исследований
    - Институт метеорологии
    - Ядерно-технологический институт

  - Высшие учебные заведения:
    - Университеты, политехнические институты и других высшие учебные заведения
    - Академия наук Лиссабона
    - Агентство по аккредитации высших учебных заведений
    - Стадион университета Лиссабона